# Papa Legba

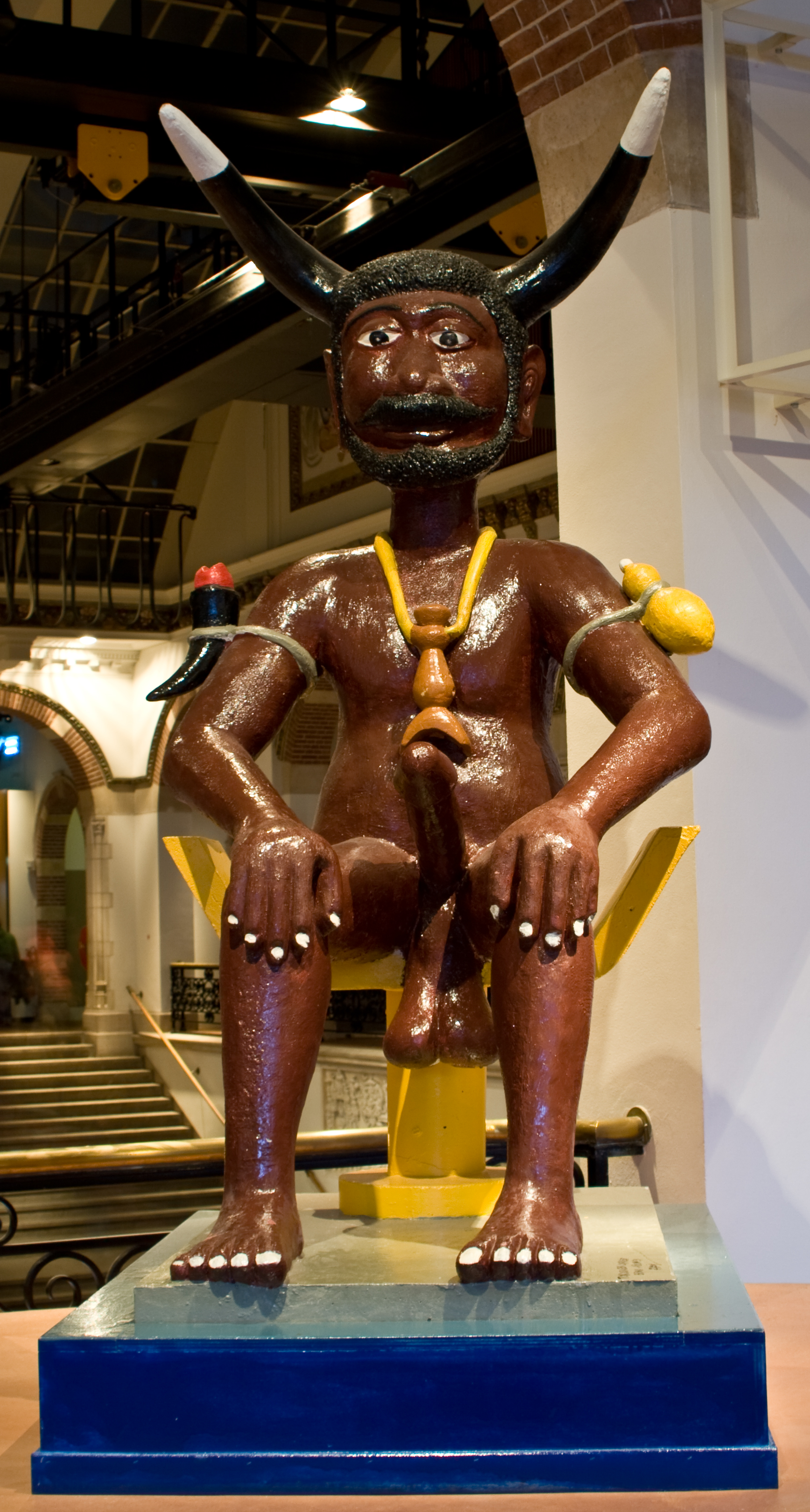
Thần Legba

Papa Legba hay thần Legba là một vị thần (lwa) trong tà giáo Haiti Vodou, Winti và Louisiana Voodoo, Legba đóng vai trò trung gian giữa thế giới thần (lwa) và nhân loại. Vị thần này tọa lạc ở ngã tư đường tâm linh và cho phép (hoặc từ chối) giao tiếp với các linh hồn của Guineé, và được cho là có thể nói được tất cả các ngôn ngữ của con người. Ở Haiti, thần Legba là nhà hùng biện cự phách, ăn nói lợi miệng, giao tiếp, lời nói và sự hiểu biết. Vị thần Legba thường được kết hợp với chó và Papa Legba được xướng tên vào đầu mỗi buổi lễ. Thần Papa Legba có nguồn gốc từ vương quốc Dahomey trong lịch sử của Tây Phi, nằm ở Benin ngày nay với hình tượng là vị hung thần có sừng và dương vật lớn đang cương cứng. 

## Hình dáng
Ở Bénin, Nigeria, Togo, và Ghana, chủ yếu là các bộ tộc người Yoruba và người Gbe (Tadoid), thì vị hung thần Legba được coi là một người trẻ tuổi và vị thần lừa bịp hung ác, thường có cặp sừng dài và cái dương vật vật lớn đang cương cứng tượng trưng cho sự sung mãn tình dục, và điểm thờ của vị thần này thường ở cổng làng ở các vùng quê. Ngoài ra, vị thần này được gọi là Legba Atibon, Atibon Legba hoặc Ati-Gbon Legba. Papa Legba được cho là đã xuất hiện từ cộng đồng người Yoruba và Gbe (Tadoid) như là sự tiếp nối của Orisha Eshu. Điều này nổi lên với cái tên Lwa Papa Legba trong tà giáo Haiti vodou, linh hồn Papa Laba ở giáo phái New Orleans Hoodoo và là Oricha Elegua ở tôn giáo Santéria.
Ở những nơi khác, thần Legba thường xuất hiện như một ông già chống nạng hoặc chống gậy, đội mũ rơm rộng vành và hút tẩu thuốc, hoặc uống rượu rum đen, luôn có con chó là thiêng liêng đối với ông. Legba là nhân vật được đồng nhất với với Thánh Peter, Thánh Lazarus và Thánh Anthony, đồ cúng cho vị thần này thường là kẹo dẻo (candy). Legba là Lwa được trẻ em yêu thích do hình ảnh vui nhộn, giống ông nội của ông ta. Vị thần này thường được giao nhiệm vụ trông trẻ và đánh lạc hướng trẻ em (một vai trò điển hình của nam giới trong tôn giáo mẫu hệ) trong khi người lớn thực hiện các nghi lễ nghiêm túc hơn. Trong văn hóa đại chúng Mỹ thì Legba còn xuất hiện trong các chương trình của Truyện kinh dị Mỹ, Truyện kinh dị Mỹ: Hội phù thủy, Danh sách diễn viên trong Truyện kinh dị Mỹ, American Horror Story: Apocalypse.

## Hình ảnh

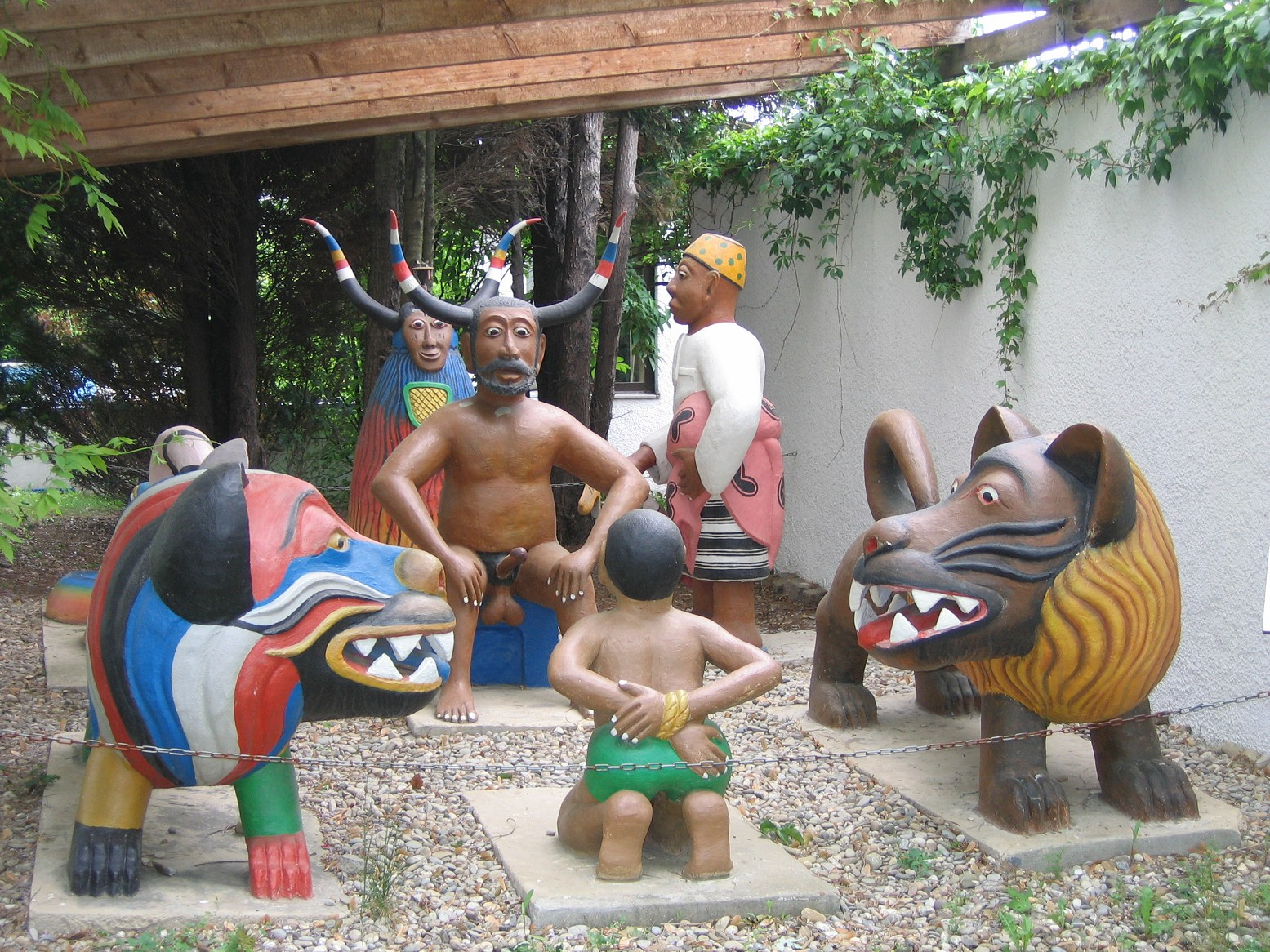
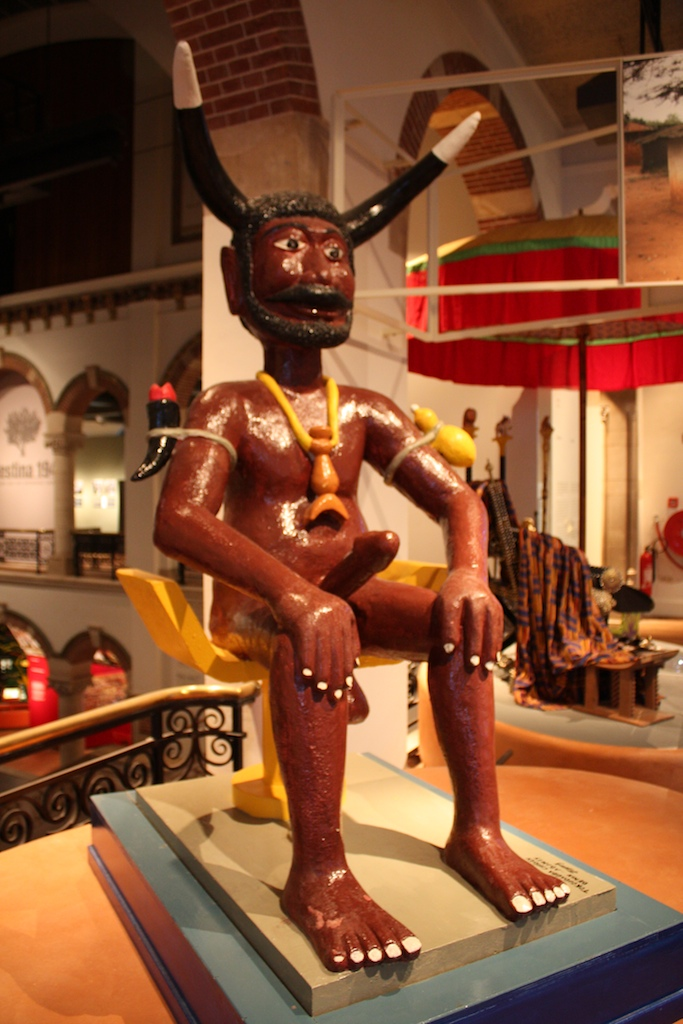
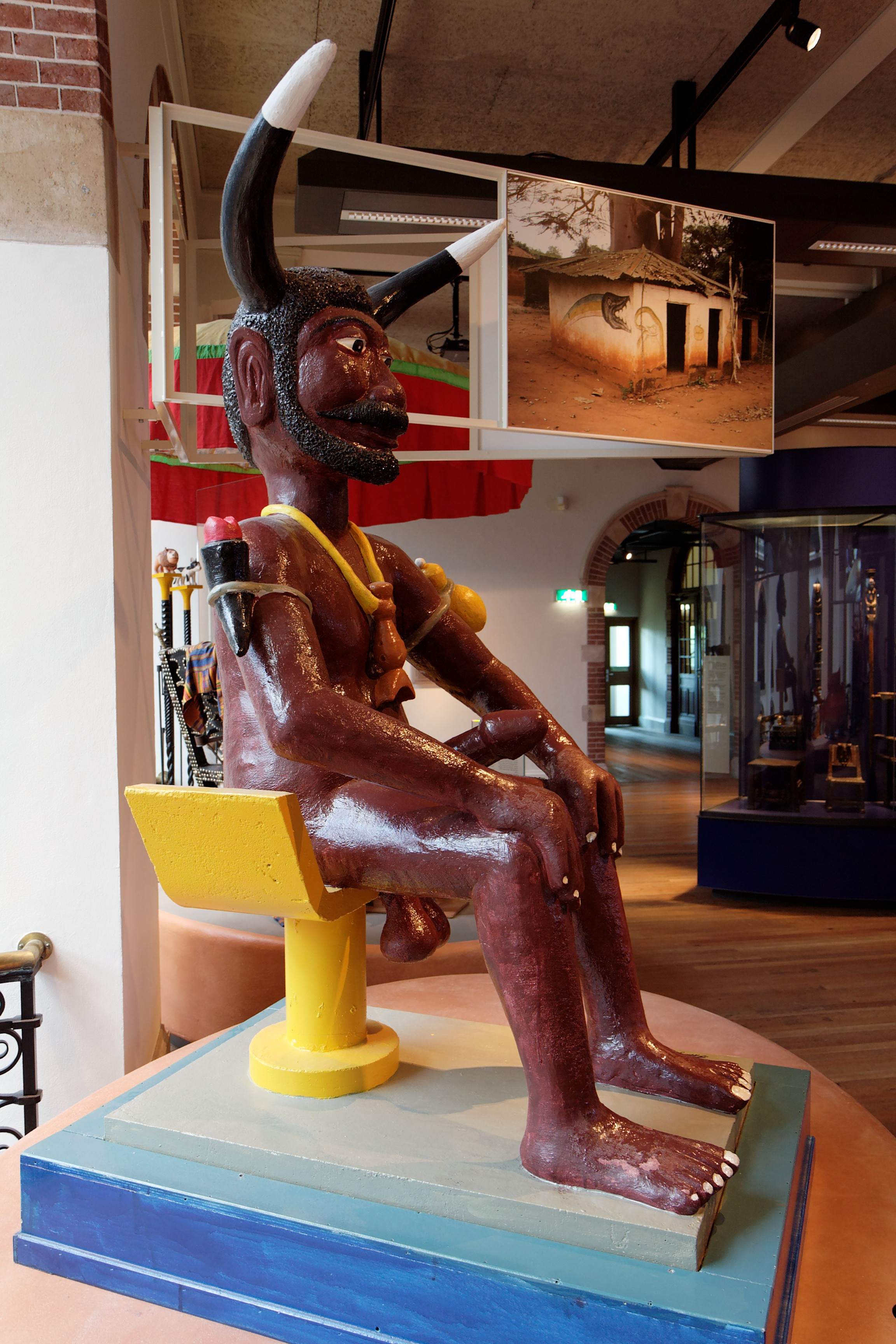
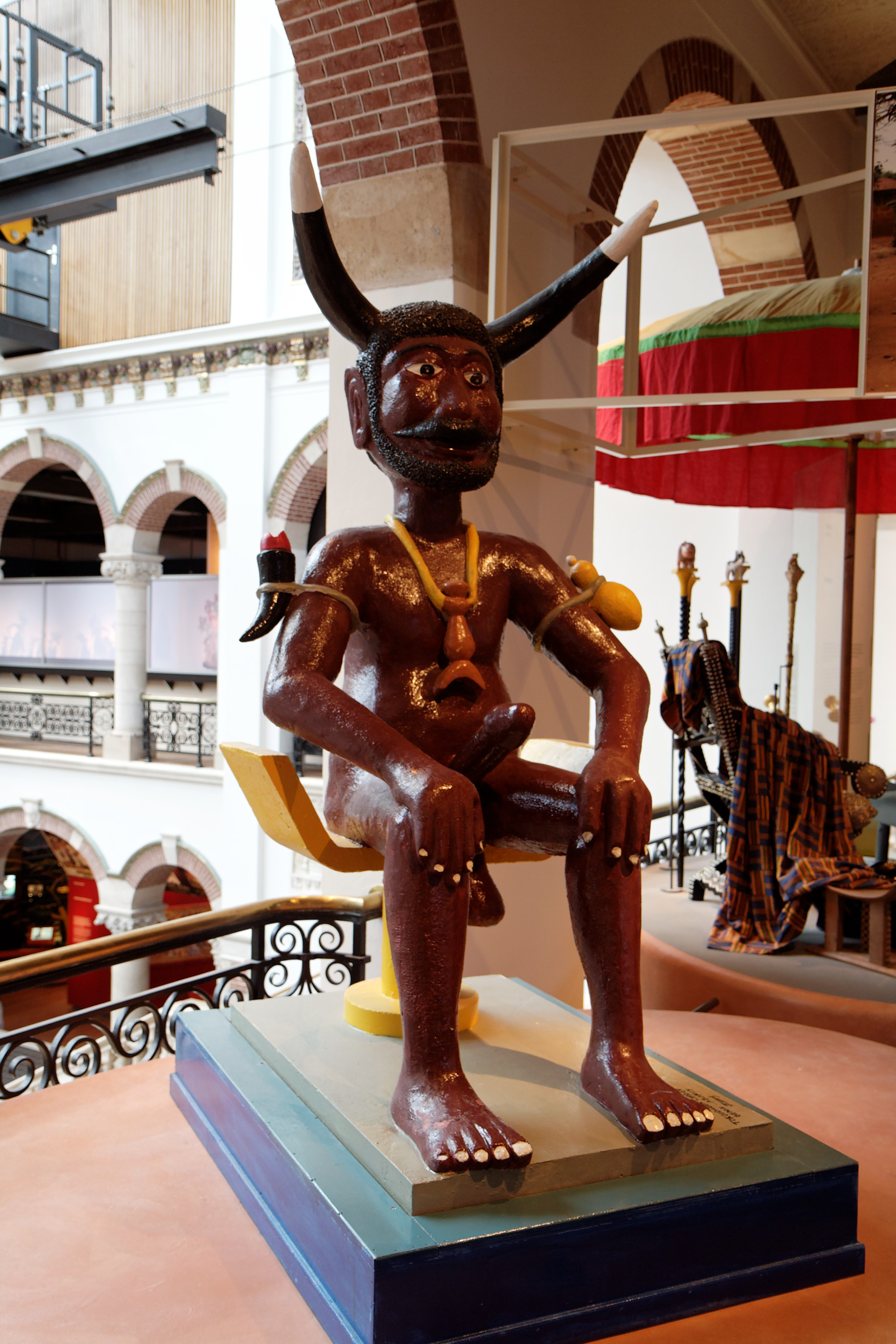
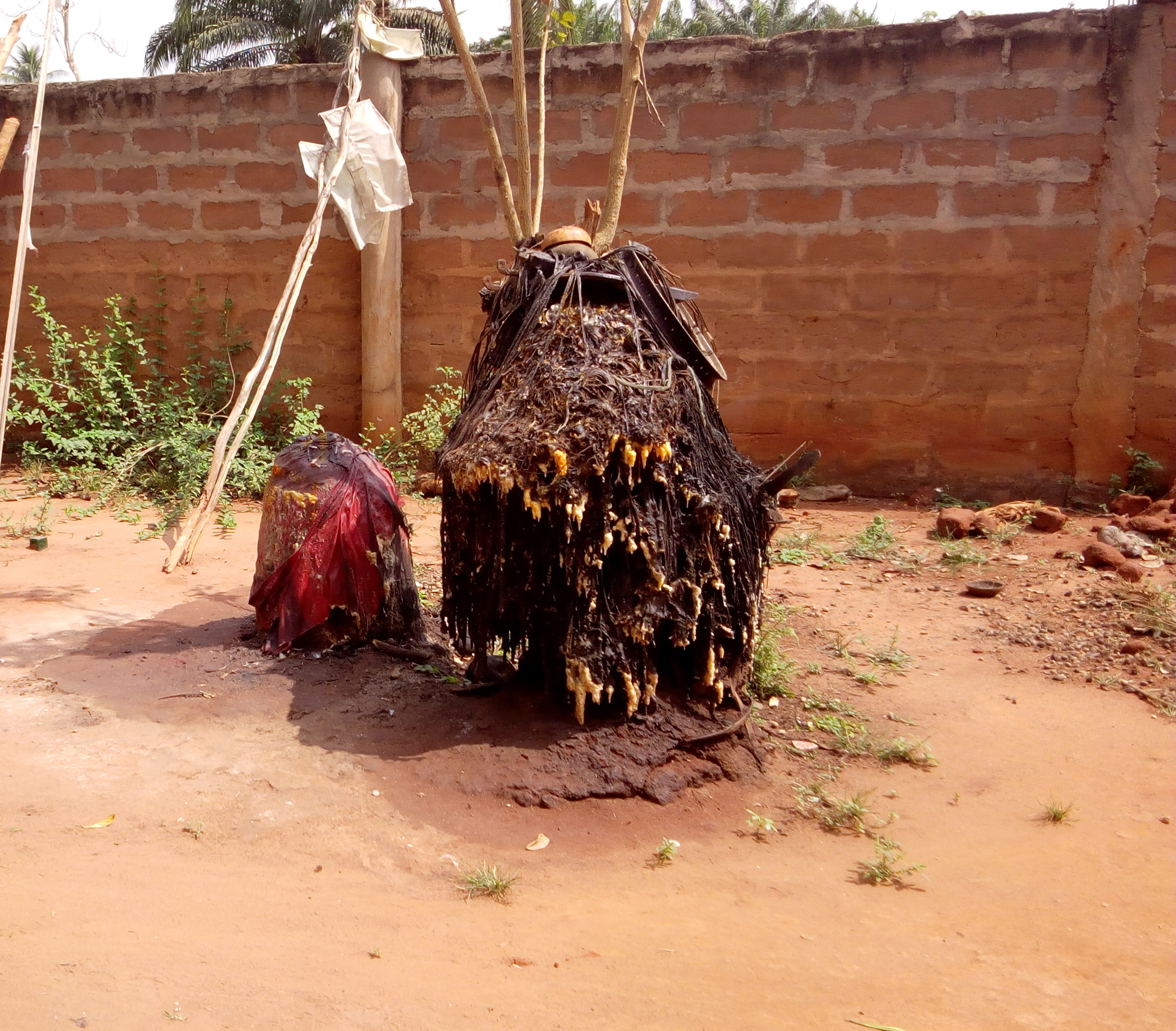
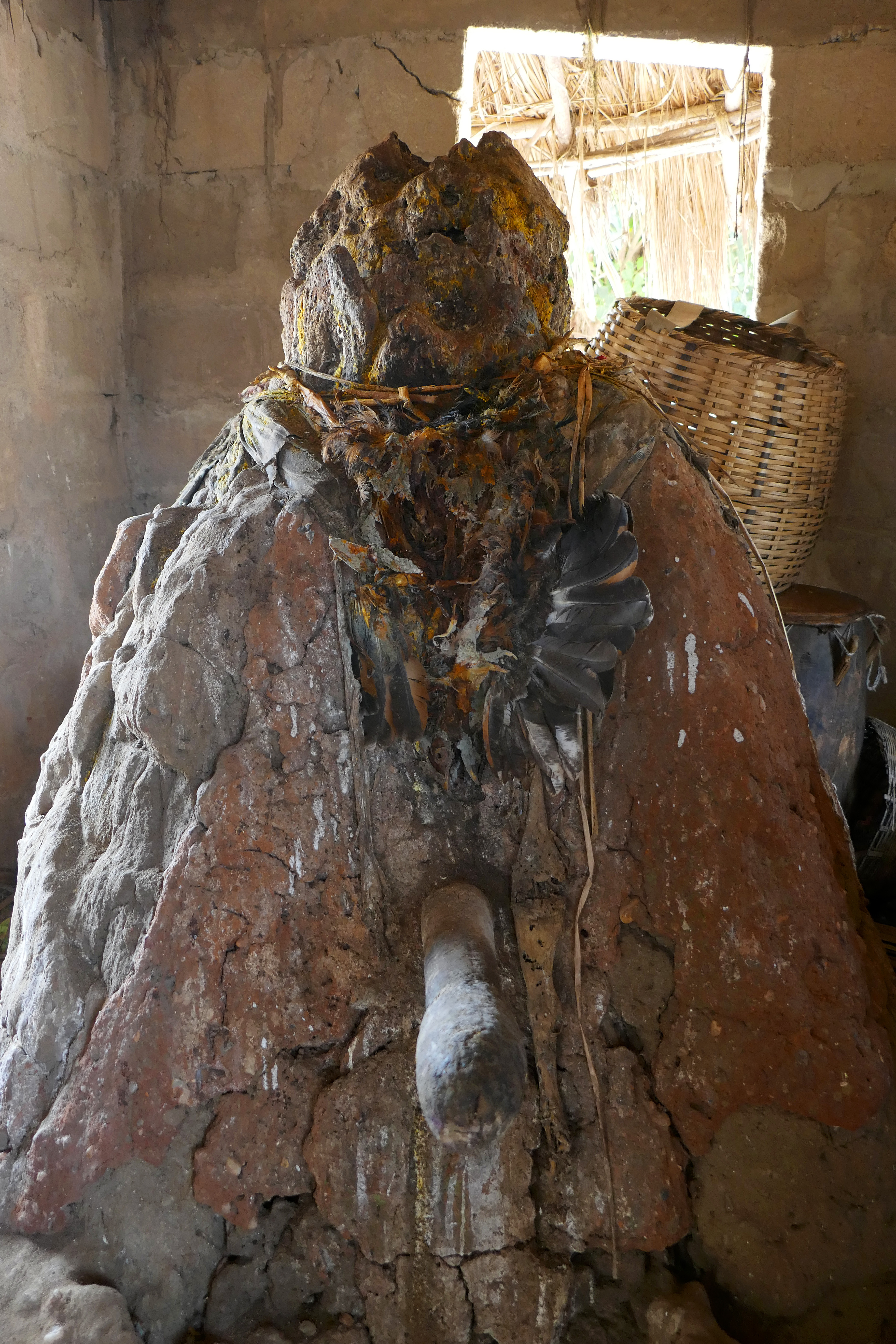